# 자유-오픈 소스 소프트웨어의 역사
자유-오픈 소스 소프트웨어의 역사는 20세기 초반 컴퓨터 소프트웨어의 출현과 함께 시작된다. 1950년대와 1960년대에는 컴퓨터 운영 소프트웨어와 컴파일러가 별도의 비용 없이 하드웨어 구매의 일부로 제공되었다. 당시에는 사람이 읽을 수 있는 소프트웨어 형식인 소스 코드가 일반적으로 소프트웨어와 함께 배포되어 버그를 수정하거나 새로운 기능을 추가할 수 있는 기능을 제공했다. 대학은 컴퓨팅 기술의 얼리 어답터였다. 대학에서 개발한 많은 수정 사항은 지식 공유라는 학문적 원칙에 따라 공개적으로 공유되었으며, 공유를 촉진하기 위한 조직이 생겨났다.
대규모 운영체제가 성숙해짐에 따라 운영 소프트웨어 수정을 허용하는 조직이 줄어들었고 결국 이러한 운영 체제는 수정이 불가능해졌다. 그러나 유틸리티 및 기타 추가 기능 응용 프로그램은 여전히 공유되며 소프트웨어 공유를 촉진하기 위해 새로운 조직이 형성되었다.

## 같이 보기
- 오픈 소스 비디오 게임